# Jean-Luc Marion
Jean-Luc Marion (ur. 3 lipca 1946 w Meudon) – francuski filozof, uczeń Derridy i Althussera z École normale supérieure. W swych pracach zajmował się m.in. Kartezjuszem, Heideggerem i Husserlem, ale rozgłos zdobył dzięki swym pracom dotyczącym religii, np. Dieu sans l’être. Bywa określany jako „heideggeryzujący tradycjonalista”.
W listopadzie 2008 został wybrany do Akademii Francuskiej, zasiadł na fotelu nr 4 w miejsce zmarłego kardynała Lustigera.

## Publikacje
- Sur l’ontologie grise de Descartes. Science cartésienne et savoir aristotélicien dans les Regulae, Librairie Philosophique J. Vrin, 1975.
- L’idole et la distance. Cinq études, Grasset, 1977.
- Sur la théologie blanche de Descartes. Analogie, création des vérités éternelles, fondement, P.U.F, 1981.
- Dieu sans l’être, Fayard, 1982.
- Sur le prisme métaphysique de Descartes. Constitution et limites de l’onto-théo-logie cartésienne, P.U.F, 1986.
- Prolégomènes à la charité, Éditions de la Différence, 1986.
- Réduction et donation. Recherches sur Husserl, Heidegger et la phénoménologie, P.U.F., 1989.
- Questions cartésiennes I. Méthode et métaphysique, P.U.F., 1991.
- La croisée du visible, Éditions de la Différence, 1991, P.U.F.
- Questions cartésiennes II. L’ego et Dieu, P.U.F., 1996.
- Etant donné. Essai d’une phénoménologie de la donation, P.U.F., 1997.
- De surcroît. Etudes sur les phénomènes saturés, P.U.F, 2001.
- Le phénomène érotique, Grasset, 2003.
- Le visible et le révélé, Cerf, 2005.
- Au lieu de soi. L'approche de Saint Augustin, P.U.F. 2008.
- Certitudes négatives, Grasset & Fasquelle, 2010.
- Le croire pour le voir, Communio Parole et silence, 2010.
- Discours de réception à l’Académie française, Grasset & Fasquelle, 2010.
- La Rigueur des choses, entretiens avec Dan Arbib, Flammarion, 2012.
- Sur la pensée passive de Descartes, PUF, mars 2013.
- Courbet ou la peinture à l’œil, Flammarion, février 2014.
- Cours sur la volonté, édité par Christophe Perrin, collection Empreintes philosophiques, Presses Universitaires de Louvain, mai 2014.
- Reprise du donné, PUF, juin 2016.
- Un moment catholique, Grasset, mai 2017

## Publikacje po polsku
- Bóg bez bycia, wyd. Znak, Kraków 1996.
- Będąc danym. Esej z fenomenologii donacji, wyd. IFiS PAN, Warszawa 2007.
- Idol i dystans, wyd. WAM, Kraków 2016.

## O filozofii Jean-Luc Mariona
- Andrzej Nawrocki, "Jean-Luc Marion. Nowe drogi w fenomenologii" wyd. APS, Warszawa 2002.
- Karol Tarnowski, "Jean-Luc Marion", w: "Przewodnik po literaturze filozoficznej XX wieku", t.5, red. B. Skarga, Wyd. Naukowe PWN 1997.